# هات‌داگ
هات‌داگ (به انگلیسی: Hot dog) ساندویچی گرم شامل سوسیس (معمولاً سوسیس فرانکفورتر) طبخ شده -به صورت بخارپز یا گریل شده (آتش پز) یا سرخ شده- و نان فانتزی نرمِ مخصوص هات‌داگ است که به آن کاهو سس خردل سس کچاپ و ادویه جات نیز زده می‌شود و انواع و اندازه‌های مختلفی دارد. اینکه این نام از چه زمانی و توسط چه کسی برای این نوع ساندویچ انتخاب شده‌است، مشخص نیست. هات‌داگ در کشور ایالات متحده آمریکا غذایی بسیار محبوب است. هات‌داگ در شهرهای مختلف از جمله نیویورک، لس آنجلس با سبک خاص خود تهیه می‌شود. البته می‌توان گفت هات داگ در تمام کشور‌ها و فرهنگ‌ها موجود می‌باشد.
در ایران هات داگ به روش های زیادی سرو میشود.

## نگارخانه

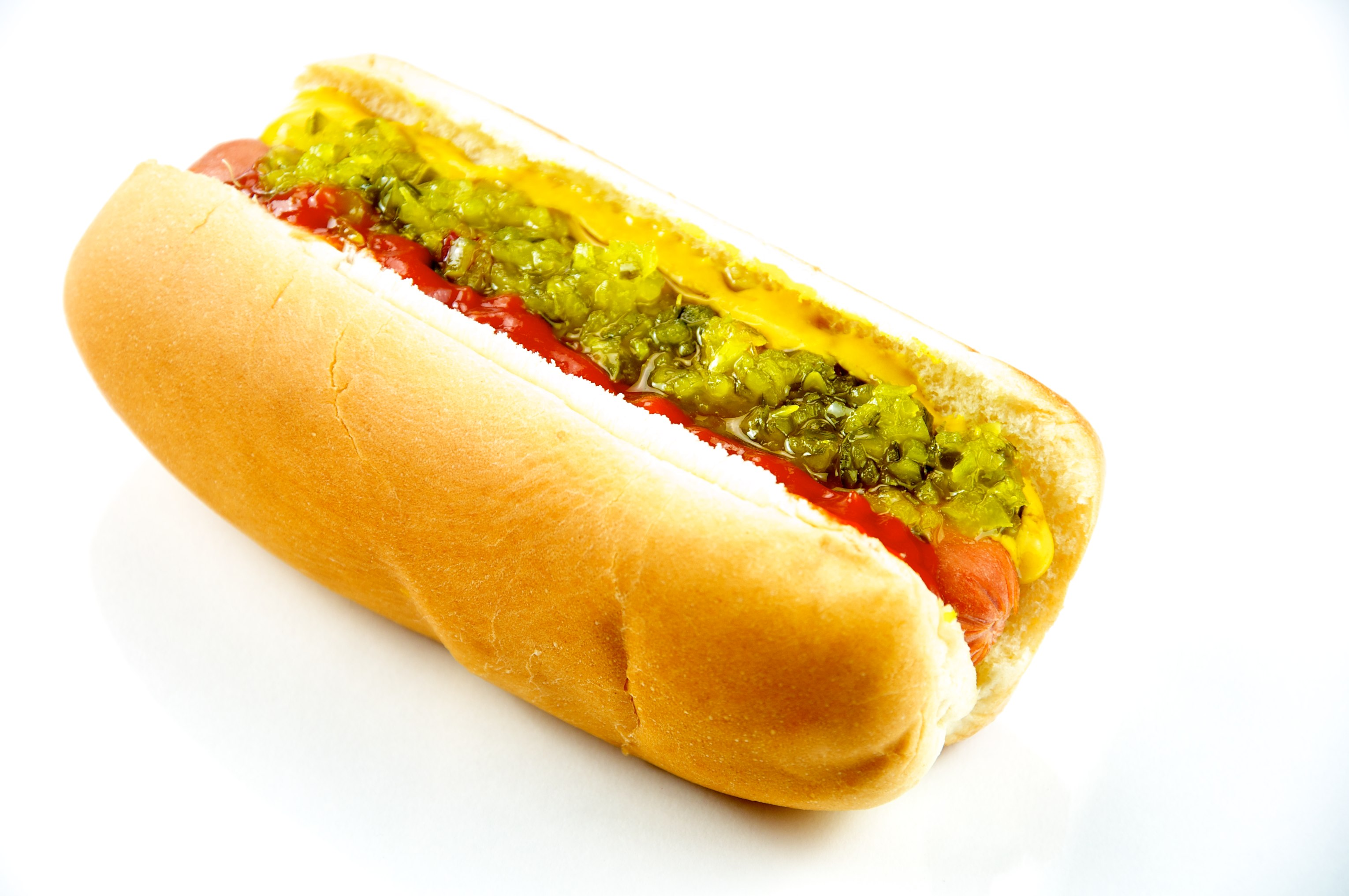
هات داگ
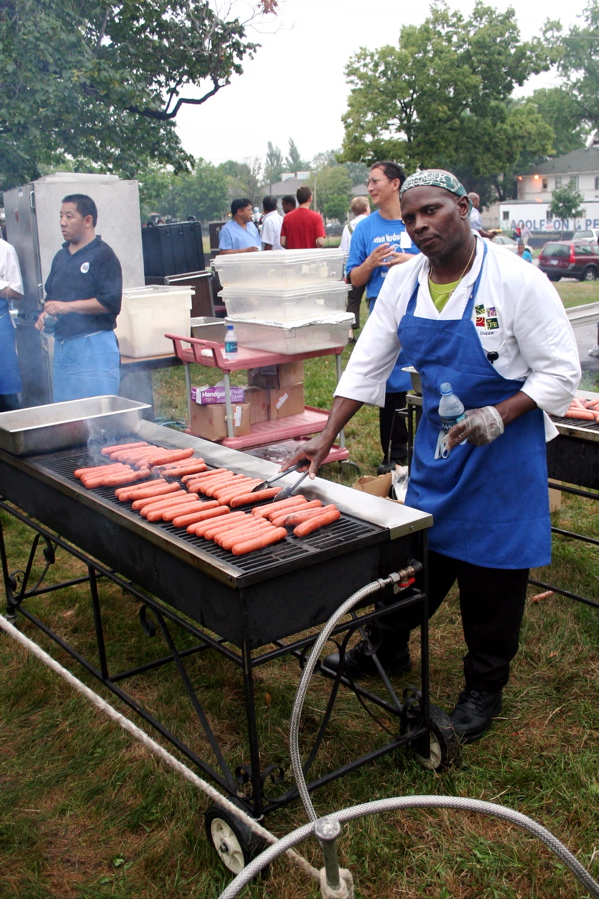
هات داگ هایی که کباب می شوند
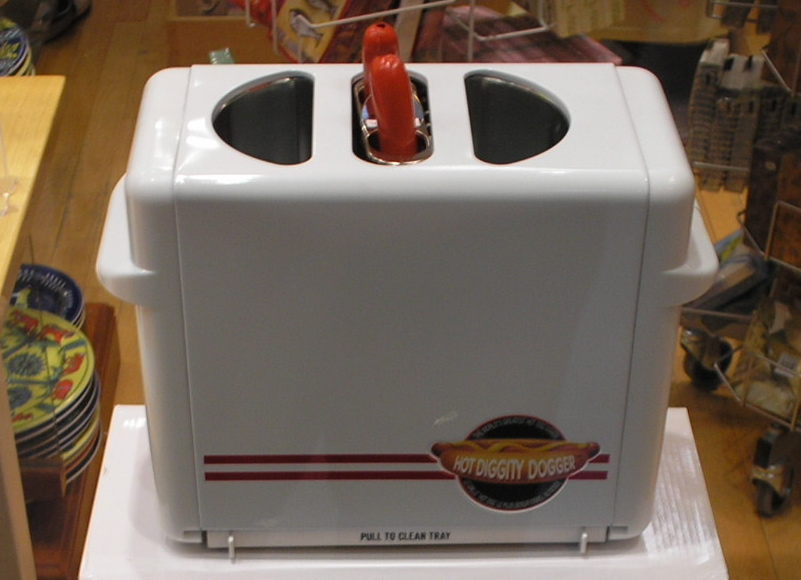
یک توستر هات داگ